# Over Your Threshold
Over Your Threshold ist eine Münchener Technical-Death-Metal- und Progressive-Death-Metal-Band, die im Jahr 2006 gegründet wurde.

## Geschichte
Die Band wurde im Jahr 2006 von den Gitarristen und Sängern Lukas Spielberger und Leonhard Pill gegründet. Im Jahr 2007 kam Schlagzeuger Julian Matejka zur Besetzung. Seit 2009 ist Christian Siegmund als fester Bassist in der Band.
Die Band hielt ihre ersten Live-Auftritte im Jahr 2007 ab und trat dabei zusammen mit Bands wie Obscura, Deadborn und Hokum auf. Im Jahr 2008 folgte mit Progress in Disbelief die erste selbstfinanzierte EP. Im Jahr 2011 begab sich die Band in das Woodshed Studio in Landshut, um ihr Debütalbum Facticity aufzunehmen. Als Gastmusiker waren darauf Steffen Kummerer (Obscura, Thulcandra) und Jonas Fischer (Hokum, Ex-Obscura) zu hören. Abgemischt und gemastert wurde das Album von V. Santura (Triptykon, Dark Fortress). Anfang 2012 verließ Gitarrist und Sänger Pill die Band und wurde durch Gitarrist Kilian Lau und Sänger Ludwig Walter ersetzt. Im selben Jahr erreichte die Band einen Vertrag bei Metal Blade Records, bei dem 2012 ihr Debütalbum erschien.

## Stil
Die Band spielt Technical- und Progressive-Death-Metal, wobei klangliche Parallelen zu Obscura hörbar sind. Teilweise sind in der Musik auch Einflüsse aus dem Jazz hörbar.

## Diskografie
- 2008: Progress in Disbelief (EP, Eigenveröffentlichung)
- 2012: Facticity (Album, Metal Blade Records)